# Cap Malabata
Le cap Malabata est un petit promontoire de la côte marocaine sur le détroit de Gibraltar. Il ferme la baie de Tanger et se trouve à 6 km au nord-est de Tanger.
Le cap Malabata comporte un phare et un château bâti au début du XXe siècle dans un style médiéval. Le cap Malabata offre une vue exceptionnelle sur la ville et la baie de Tanger, sur le détroit de Gibraltar et sur la côte espagnole. Le cap est desservi par la route de la corniche depuis Tanger.
Le secteur du cap Malabata est le point de départ d'un projet de tunnel de Gibraltar, qui relierait le Maroc à la Punta Paloma, en Espagne.
Le « Royal Resort Cap Malabata », un ambitieux complexe touristique haut de gamme de 129 hectares, a été lancé en grande pompe en 2007. Il doit s'étendre depuis le cap Malabata jusqu'à la plage des Amiraux, qui se trouve à 2,5 km au nord-est du cap. Ce projet d'un coût de 550 millions de dollars est financé par des capitaux de Bahreïn.

## Littérature
- Dominique Marny, Cap Malabata (roman), Paris, Presses de la Cité, « Sud lointain », 2003.  (ISBN 2-2661-4276-3)